# Tonja Buford-Bailey
Pour les articles homonymes, voir Buford et Bailey.
Tonja Buford-Bailey, née Buford le 13 décembre 1970 à Dayton dans l'Ohio, est une ancienne athlète américaine qui courait principalement sur 400 m haies. Elle concourait sous le nom de Tonja Buford jusqu'à son mariage avec Victor Bailey le 28 octobre 1995.
Elle a participé aux championnats du monde de 1995 à Göteborg sur 400 m haies y remportant la médaille d'argent derrière sa compatriote Kim Batten. Buford était très proche de Batten à l'arrivée puisque toutes deux battaient le record du monde (Batten en 52 s 61 et Buford en 52 s 62). Le précédent record était détenu en 52 s 74 par la Britannique Sally Gunnell depuis les championnats du monde de 1993.
L'année suivante, elle participait aux jeux d'Atlanta remportant le bronze derrière la Jamaïcaine Deon Hemmings et Kim Batten.
En 1998, elle donnait naissance à son fils Victor Bailey, Jr. En 2001, aux championnats du monde, elle terminait au pied du podium mais remportait la finale du grand prix.
Tonja Buford-Bailey est maintenant entraîneuse assistante à l'Université de l'Illinois à Urbana-Champaign.

## Palmarès

### Jeux olympiques d'été
- Jeux olympiques d'été de 1996 à Atlanta ( États-Unis)
  -  Médaille de bronze sur 400 m haies

### Championnats du monde d'athlétisme
- Championnats du monde d'athlétisme de 1993 à Stuttgart ( Allemagne)
  - 5e sur 400 m haies
- Championnats du monde d'athlétisme de 1995 à Göteborg ( Suède)
  -  Médaille d'argent sur 400 m haies
- Championnats du monde d'athlétisme de 1997 à Athènes ( Grèce)
  - 6e sur 400 m haies
- Championnats du monde d'athlétisme de 2001 à Edmonton ( Canada)
  - 4e sur 400 m haies

### Jeux panaméricains
- Jeux Panaméricains de 1991 à La Havane ( Cuba)
  -  Médaille de bronze sur 400 m haies
- Jeux Panaméricains de 1995 à Mar del Plata ( Argentine)
  -  Médaille d'argent sur 400 m haies

## Sources
- (en) Cet article est partiellement ou en totalité issu de l’article de Wikipédia en anglais intitulé « Tonja Buford-Bailey » (voir la liste des auteurs).